# Коныролен
Коныролен (каз. Қоңырөлең) — село в Панфиловском районе Жетысуской области Казахстана. Административный центр Коныроленского сельского округа. Код КАТО — 195643100.

## Население
В 1999 году население села составляло 3690 человек (1873 мужчины и 1817 женщин). По данным переписи 2009 года, в селе проживал 3031 человек (1574 мужчины и 1457 женщин).

## Инфраструктура
С 1931 по 1997 году село было центром совхоза, подразделения которого действовали также в сёлах Сарпылдак, Сарытобе и Ынталы.

## Известные жители и уроженцы
- Усинбекова, Калима (1918 — ?) — Герой Социалистического Труда.